# Сестри Хреста
Сестри Хреста — католицька релігійна громада заснована в 1939 році в Греції грецьким ассумпціоністом Янісом Стефану. Він народився в Греції в 1896 році, рукоположений в 1928 році, помер в афінській громаді Сестер Хреста 4 січня 1978 року.  